# الورم الغدي العرقي الغضروفي الخبيث
الورم الغدي العرقي الغضروفي الخبيث (المعروف أيضًا باسم «الورم المختلط الخبيث») مرض جلدي غير شائع للغاية يتميز بمكون ناتح ملحق.:667
أُبلغ أن إصاباته تظهر على الجذع والأطراف وأنه يسلك سلوكًا عدوانيًا. الورم الغدي العرقي الغضروفي الخبيث نوع فرعي سرطاني من نظيره الحميد، الورم الغدي العرقي الغضروفي، وهو النمط الأقل شيوعًا ويبلغ معدل الانتشار التقريبي أقل من 0.005%. تنشأ هذه الأورام «من الغدد الدهنية والغدد العرقية والغدد اللعابية المنتبذة» ونادرًا ما تُصادف في الممارسة الشعاعية والسريرية. تظهر الأورام عادة على هيئة «عقيدات بطيئة النمو غير مؤلمة صلبة تحت الجلد أو داخل الأدمة دون أعراض وبهامش طبيعي» وتشكل أقل من 1% من جميع أورام الجلد الرئيسية. تظهر هذه الأورام غير المتناظرة عادة في الأطراف والجسم، وتتراوح قياساتها من 2 ملم إلى أكثر من 3 سم. الورم الغدي العرقي الغضروفي الخبيث أحد أكثر الأنواع الفرعية من الأورام ندرةً وعادة ما يتطلب إجراء عمليات جراحية متكررة للتخلص منه. على الرغم من أنها لا تمثل سوى عدد قليل من الأورام المسجلة كل عام، فإنه يسهل الخلط بين الأورام المختلطة الخبيثة والأمراض الجلدية الأخرى (مثل الكيسة البشرانية أو الكيسة الشعرية أو الورم الظهاري المُكلس أو الورم الظهاري الشعري المنفرد) وإمكانية نكسها بعد الاستئصال الجراحي مرتفعة. تتفاوت عدوانية الورم الغدي العرقي الغضروفي الخبيث، إذ أن 49% من الحالات نكست موضعيًا بينما أظهرت بعضها انتقالات إلى عقدة لمفاوية ناحية أو انتشار عظمي. لا تتبع الأورام النادرة عمومًا مسار تطور محدد وغالبًا ما يصعب تشخيصها.
من الناحية النسيجية، تحتوي هذه الأورام المختلطة الخبيثة على مكونات ظهارية وميزنشيمية وهي كبيرة وعقيدية ومتحددة وغير متقرحة. تكون متطابقة شكليًا مع الورم الغدي متعدد الأشكال وأكثر ظهورًا لدى الإناث. تتراوح أشكالها من عقيدات جلدية عميقة إلى عقيدات تحت الجلد تنتشر بمعدل مرتفع للغاية. يمكن أن تظهر الأورام المختلطة الخبيثة «ورم خبيث جديد أو ورم خبيث تطور من الورم الغدي العرقي الغضروفي الحميد وهذه الحالة أكثر ندرة».

## المُسببات
ليس للأورام المختلطة الخبيثة عامل خطر مثبت في الوقت الحالي. مع ذلك، اقتُرحت الإصابات الجسدية السابقة على أنها عامل خطر محتمل لظهور هذه الأورام. تبين أن الورم الغدي العرقي الغضروفي الذي يقل طوله عن ثلاث سنتيمترات أكثر ميلًا للتطور إلى ورم خبيث. تشمل المؤشرات الأخرى المطرق المخاطي الزائد - ورم النسيج الضام مع خلفية مخاطية تتكون من «مادة مخاطية شفافة – تفتلات ومكونات غضروفية ضعيفة التمايز».

## التشخيص
من الصعب تشخيص الأورام المختلطة الخبيثة بسبب وجود الكثير من أنواع الأورام واختلافاتها. يصعب بشكل خاص تمييز الورم الغدي العرقي الغضروفي الخبيث عن أورام الجلد الأخرى لأنه قد ينشأ دون أعراض محددة وبمظهر سريري غامض. تتضمن بعض العلامات التي تساعد في تشخيص الورم الخبيث: «الانقسام المتساوي واللانمطية النووية وتعدد الأشكال والغزو اللمفاوي والنكس الموضعي». على الرغم من أنه يُكتشف عادة لدى النساء في الأربعينيات من العمر، فإن أصغر حالة مسجلة كانت لشابة تبلغ أربعة عشر عامًا وأكبرها عند امرأة عمرها ستة وثمانين عامًا. يُوصف الورم بأنه غازٍ ويتميز سريريًا بنمو أسرع من الورم الغدي العرقي الغضروفي الحميد. يمكن تشخيص هذه الأورام بشكل عام عند ظهور «مكون ظهاري وتمايز مفرز أو مفترز ومكون ظهاري عضلي ذو أهمية متغيرة». يوصى بوضع التشخيص بعد التحليل المجهري لضمان الفحص الصحيح.

## العلاج
لا توجد حاليًا إرشادات موحدة لعلاج الأورام الغدية العرقية الغضروفية الخبيثة نظرًا لندرتها. مع ذلك، تعتمد فعالية علاج الأورام المختلطة الخبيثة على وقت التشخيص.